# Liometopum apiculatum
Liometopum apiculatum é uma espécie de formiga do gênero Liometopum.